# Бабинська Река
Ба́бинська Река́ (болг. Бабинска река) — село в Кюстендильській області Болгарії. Входить до складу общини Бобов-Дол.

## Населення
За даними перепису населення 2011 року у селі проживали 97 осіб, з них 95 осіб (99,0%) — болгари.
Розподіл населення за віком у 2011 році:
Динаміка населення: